# Judith décapitant Holopherne
Judith décapitant Holopherne est un thème artistique tiré du Livre de Judith, particulièrement représenté dans la peinture européenne du XVIIe siècle. Judith entre dans la tente d'Holopherne, un général assyrien sur le point de mener une offensive contre la ville de Béthulie. Il s'enivre au point de perdre connaissance ; Judith le décapite, et emporte sa tête dans un panier (la tête est souvent représentée dans un panier portée par une servante de Judith, plus âgée qu'elle).
Les peintres représentent généralement l'une des deux scènes suivantes : la décapitation d'Holopherne allongé sur son lit, ou Judith tenant la tête d'Holopherne, parfois aidée par sa servante. Un vitrail du XVIe siècle fait exception en représentant deux scènes : l'une, la plus grande, au centre, représente Judith et Holopherne assis pendant un banquet ; l'autre, plus petite, représente Judith et sa servante mettant la tête d'Holopherne dans un sac, le corps sans tête figurant à l'arrière-plan.

## Œuvres médiévales

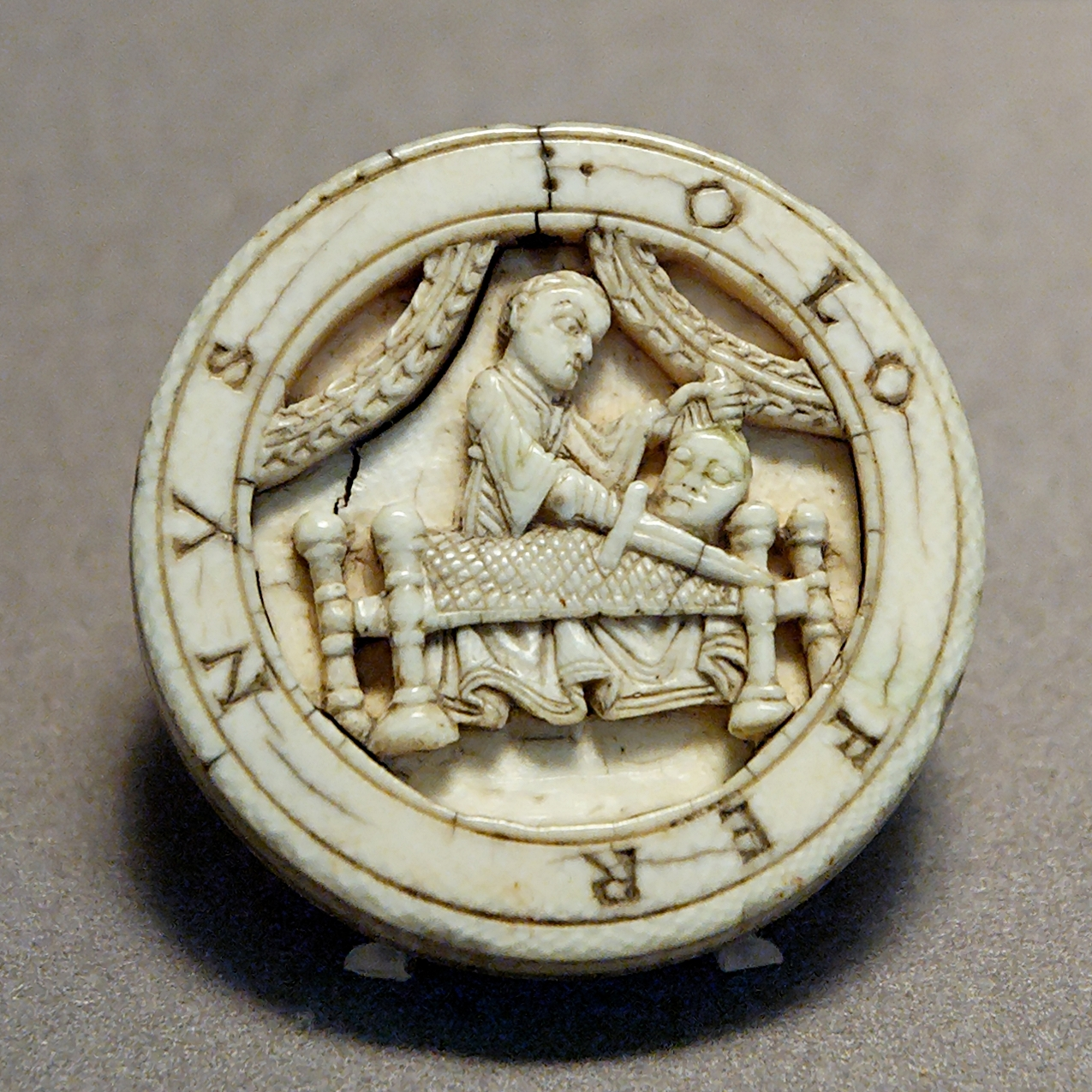
Pion de trictrac en ivoire, France, XIIe siècle.
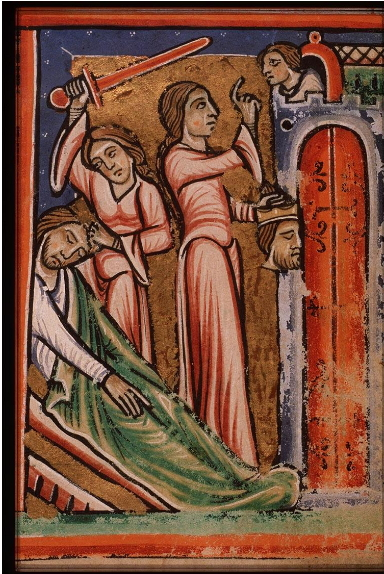
Miniature réalisée entre 1190 et 1200 à l'abbaye Saint-Bertin de Saint-Omer.
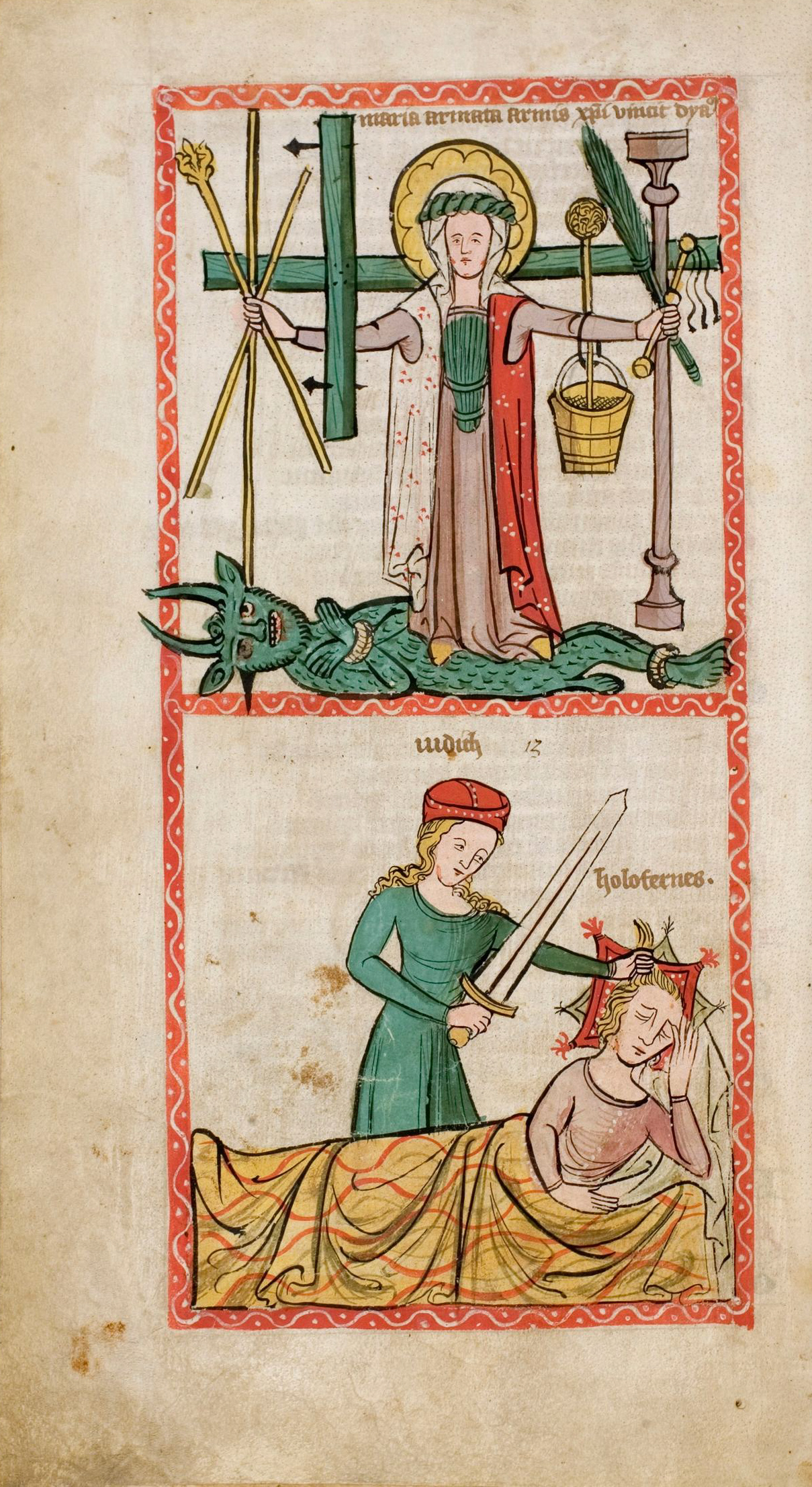
Miniature de l'ULB Darmstadt, vers 1360.
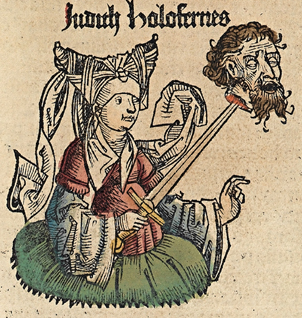
Gravure illustrant la Chronique de Nuremberg, 1493.

## Œuvres de la Renaissance

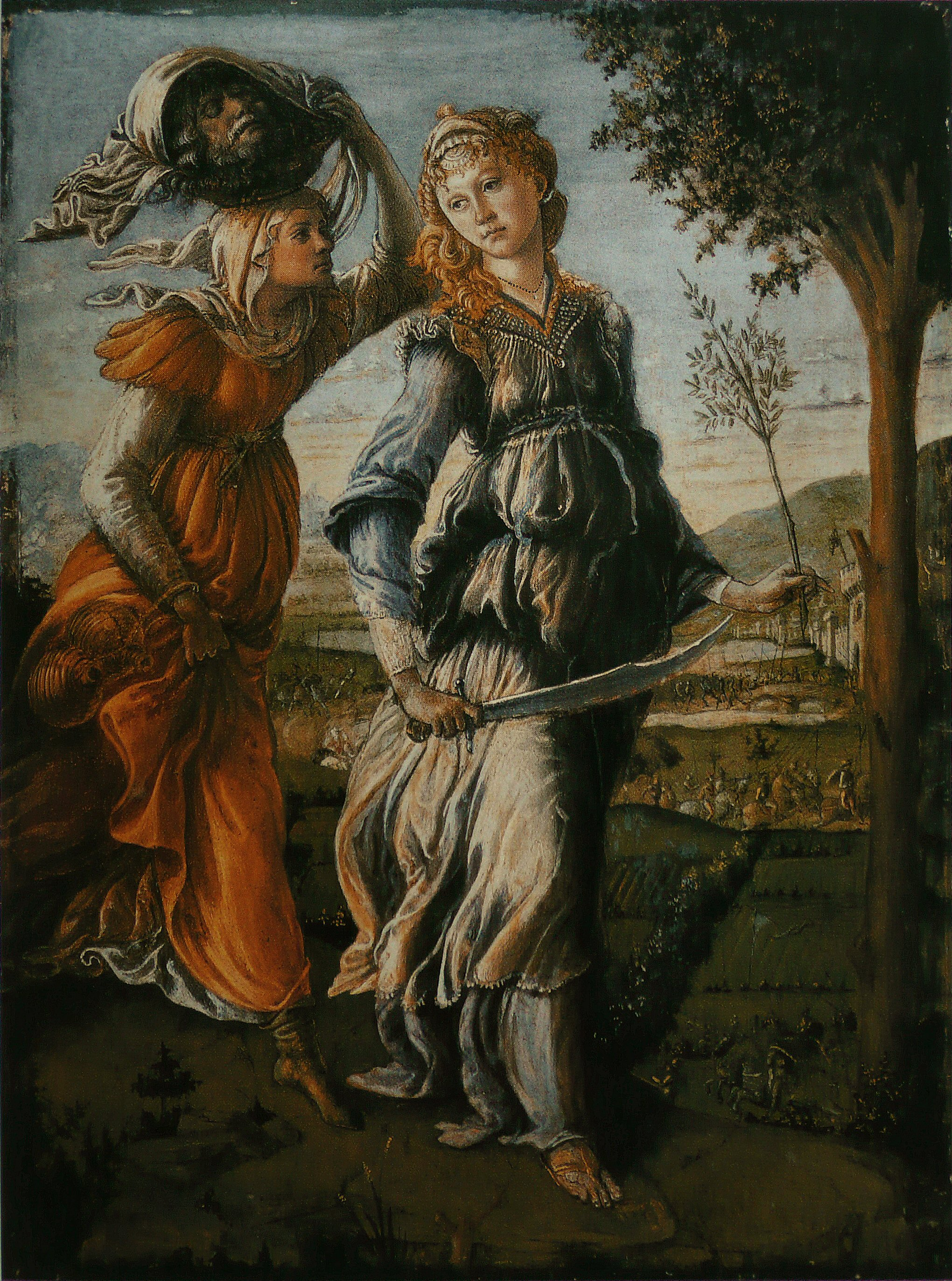
Sandro Botticelli, vers 1470.
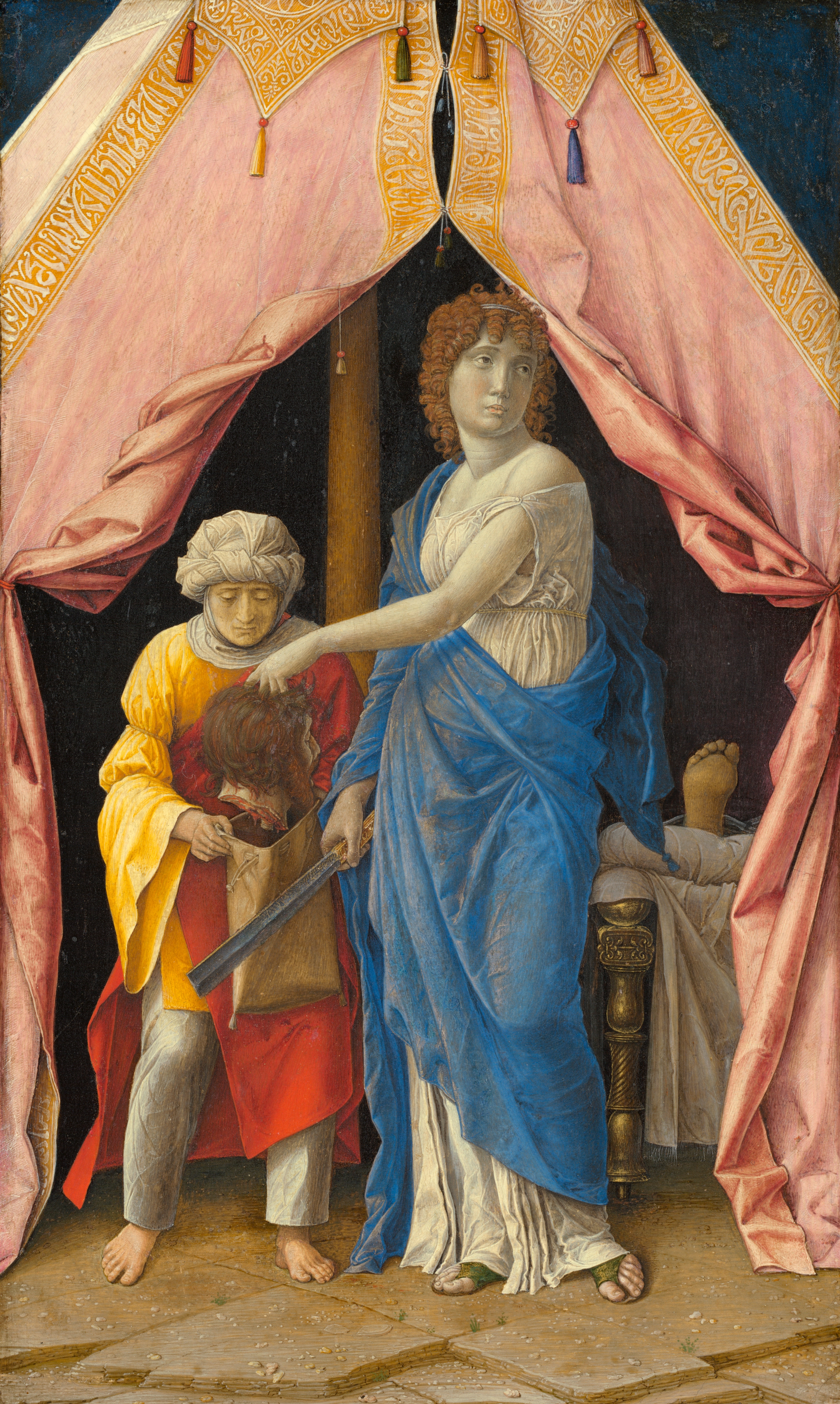
Attribuée à Andrea Mantegna ou Giulio Campagnola, vers 1495.
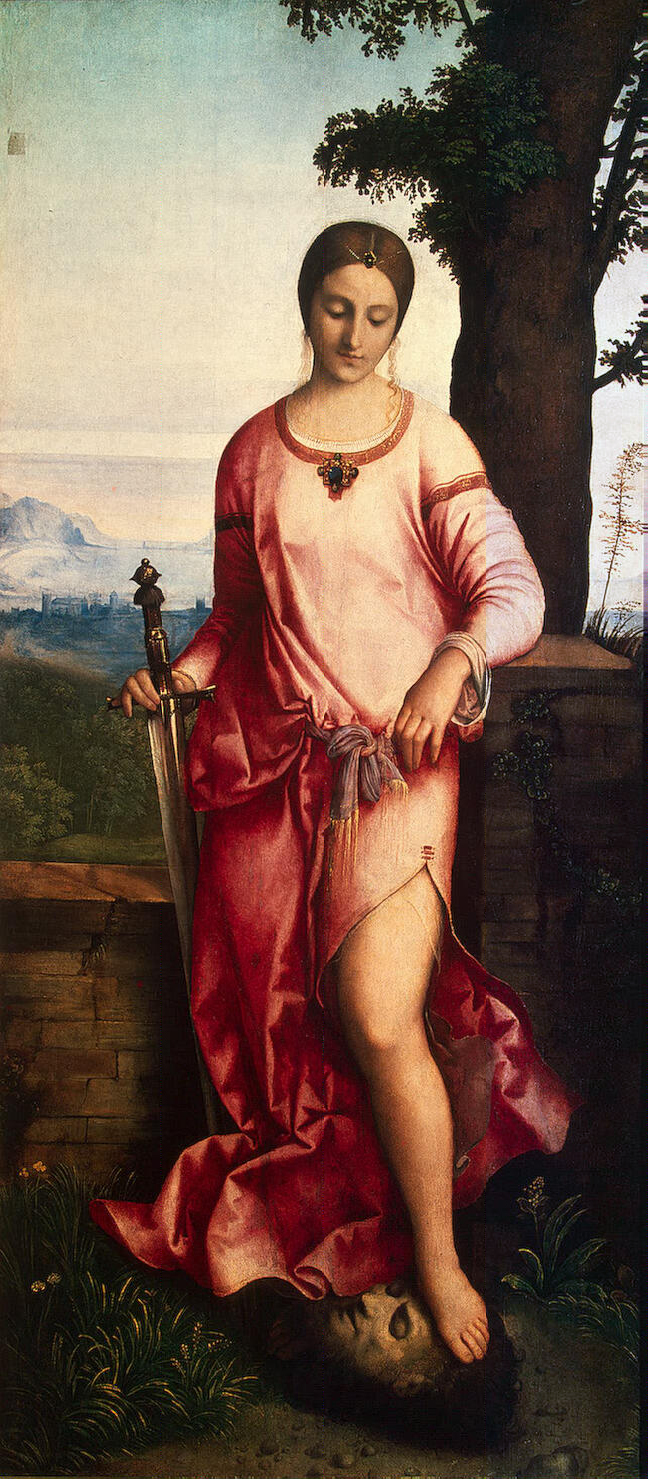
Giorgione, 1504.
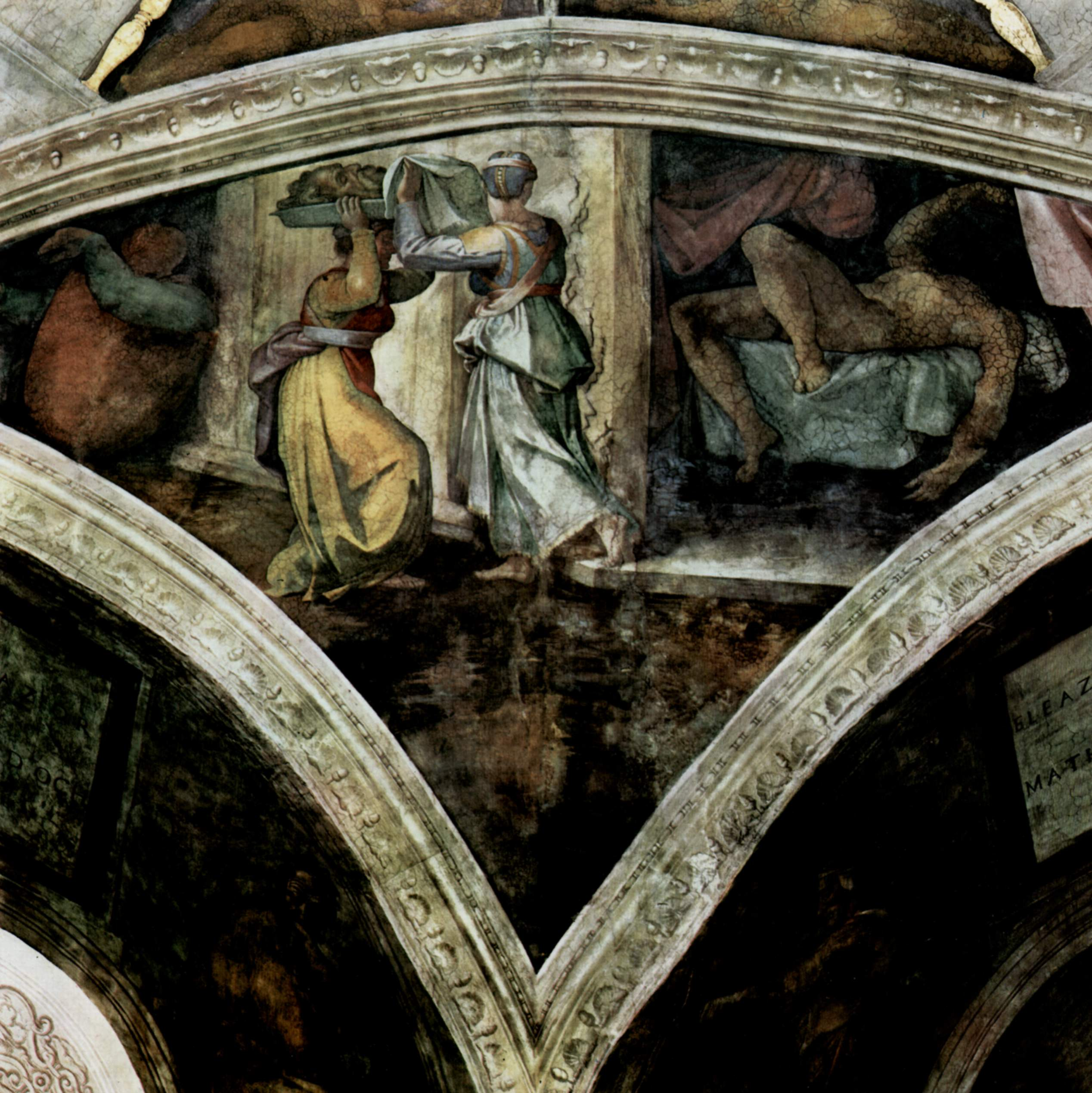
Michel-Ange, 1508-1512.
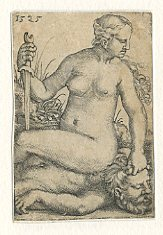
Gravure de Barthel Beham, France, 1525.
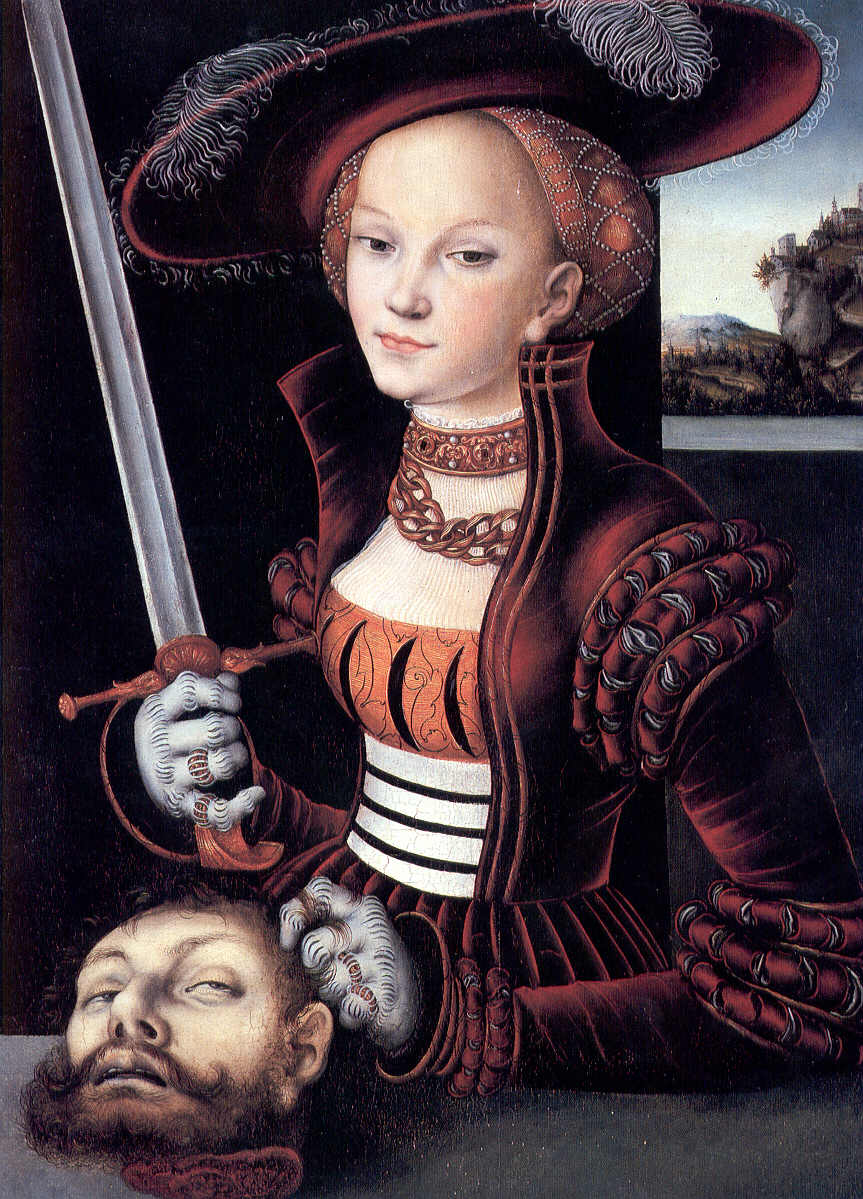
Lucas Cranach l'Ancien, 1530.
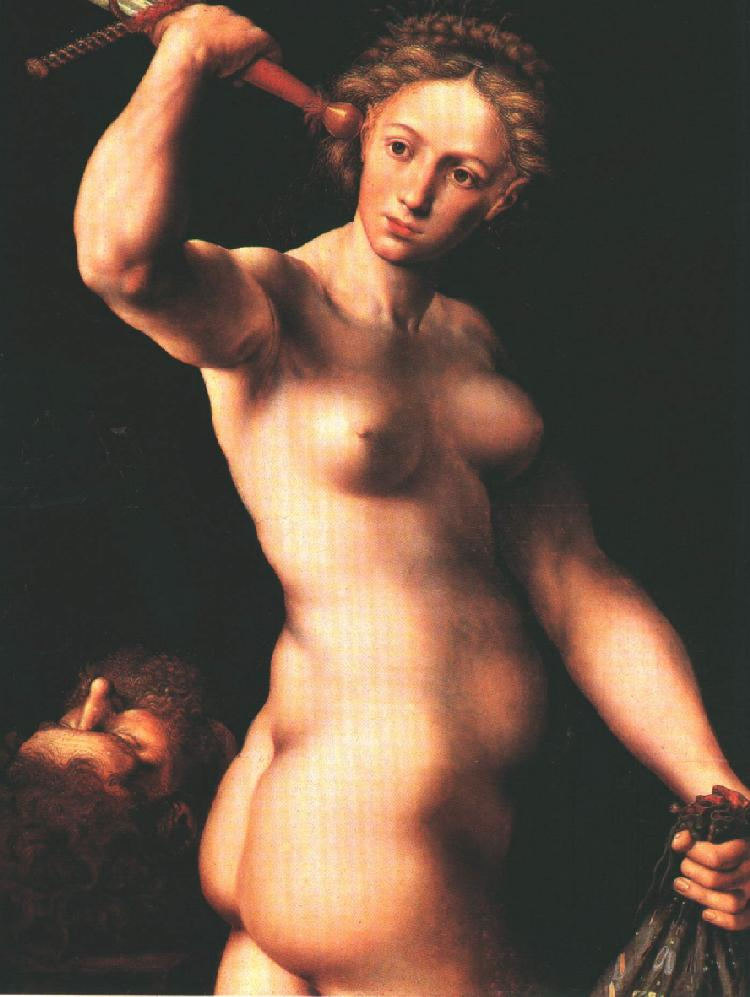
Van Hemessen 1540 - Judith avec la tête d'Holopherne
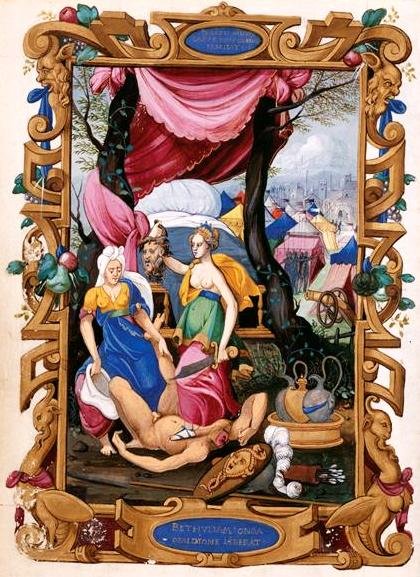
Heures du connétable Anne de Montmorency, 1549.
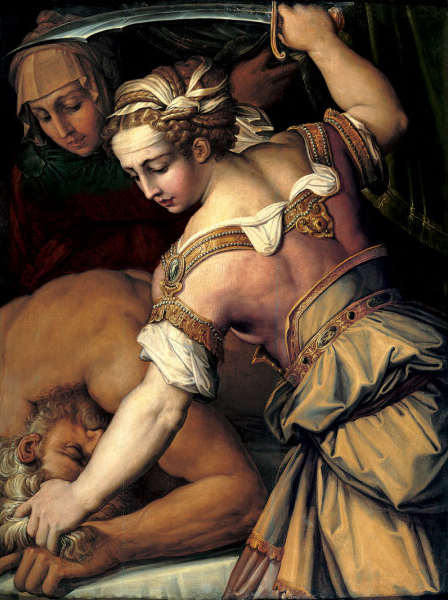
Giorgio Vasari, vers 1554.

## Œuvres baroques

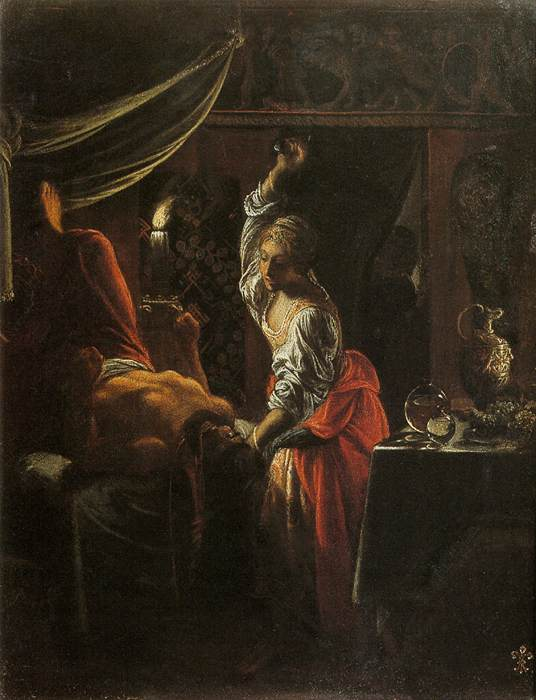
Adam Elsheimer, entre 1601 et 1603.
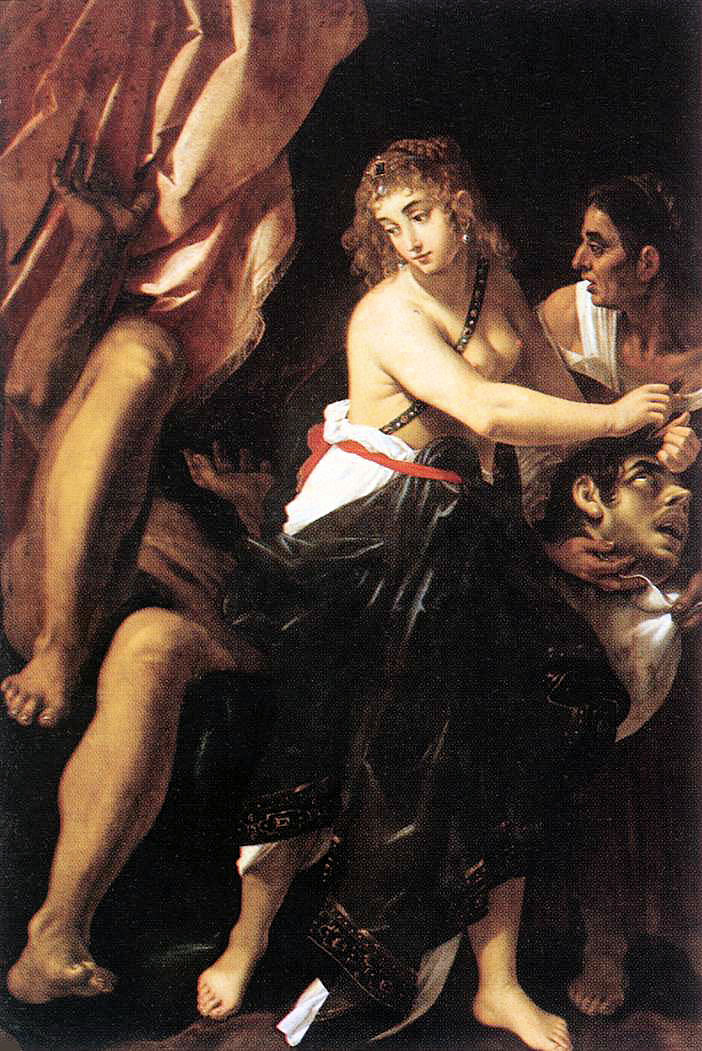
Giovanni Baglione, 1608.
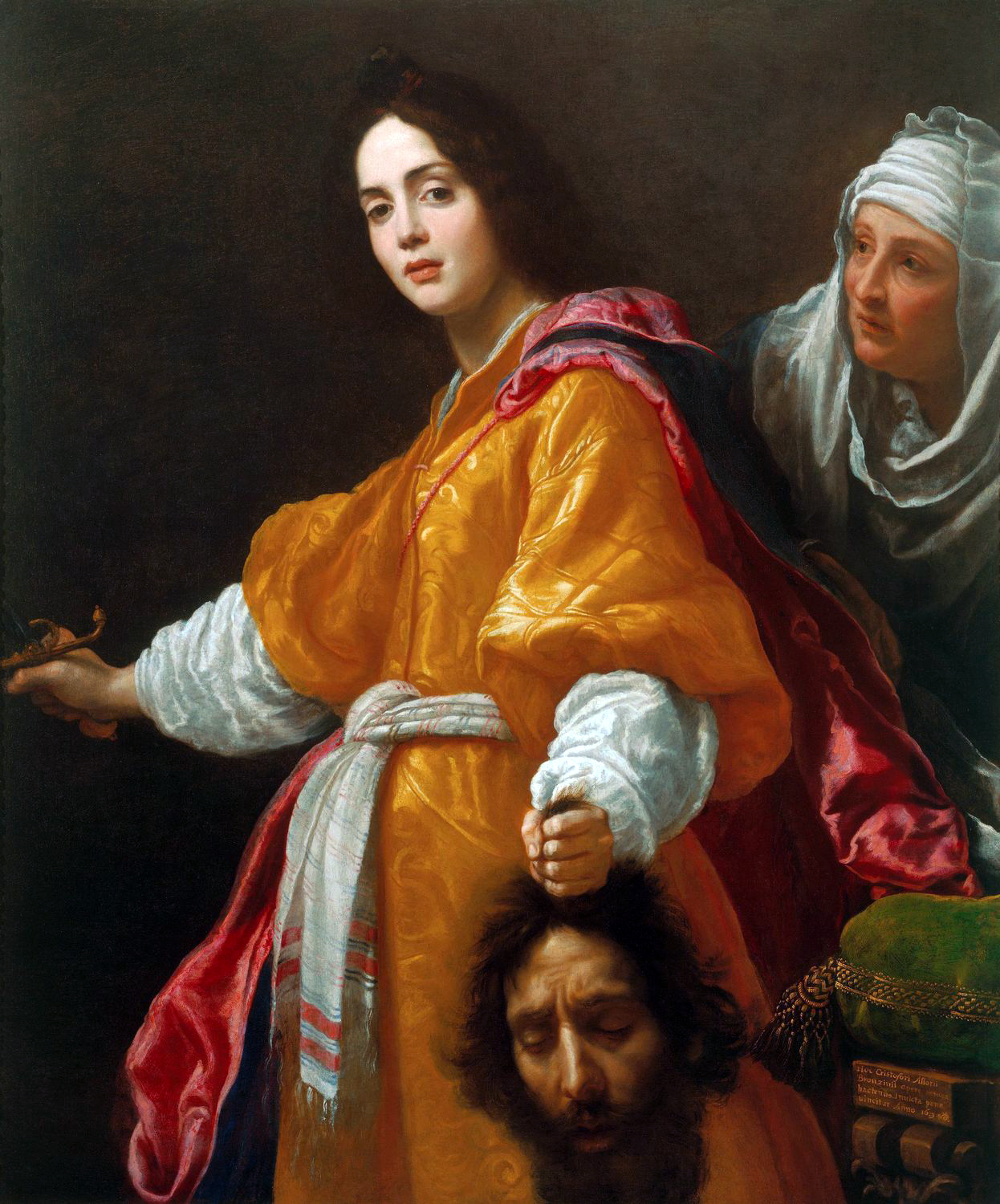
Cristofano Allori, 1613.
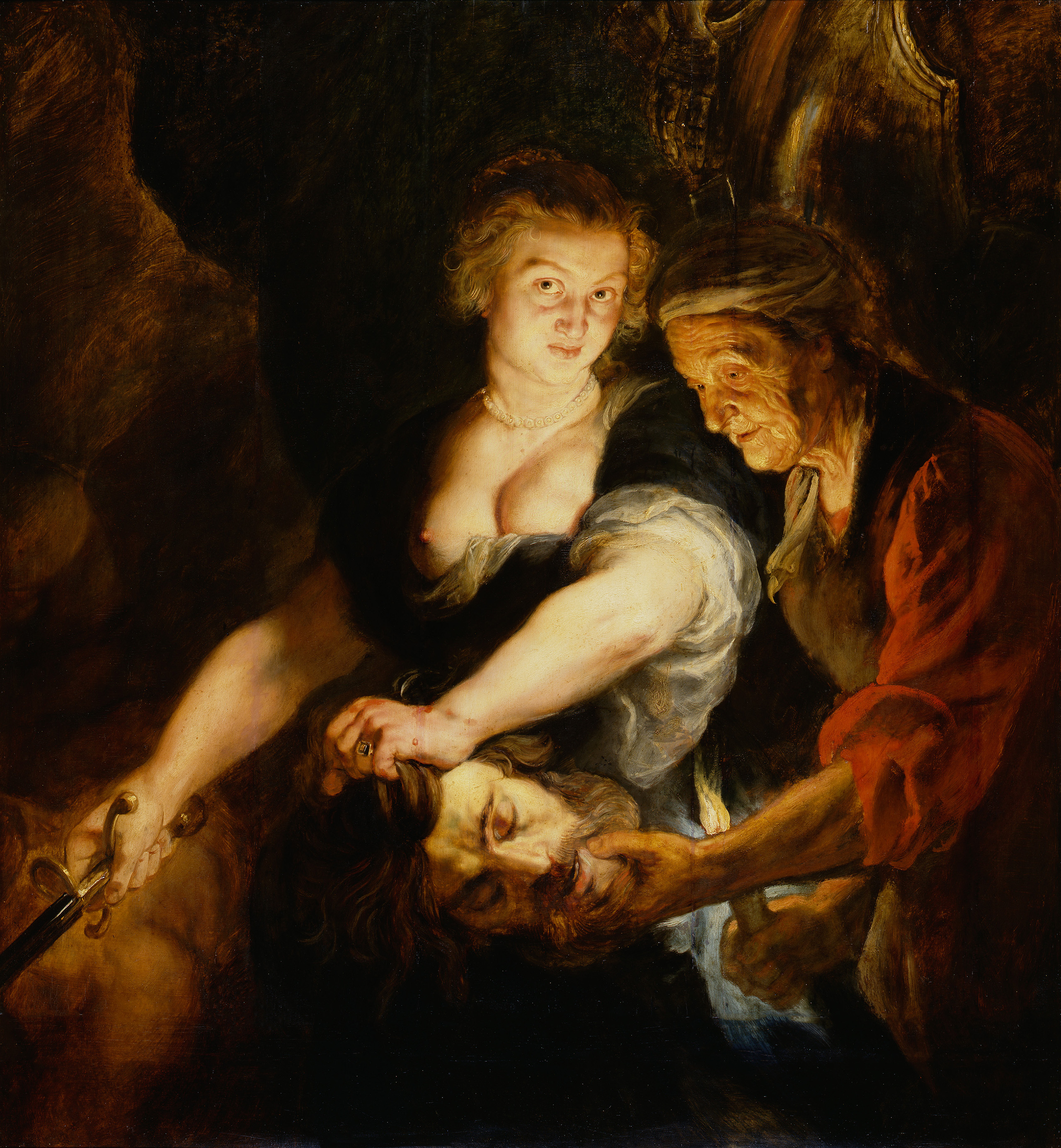
Pierre Paul Rubens, vers 1616.
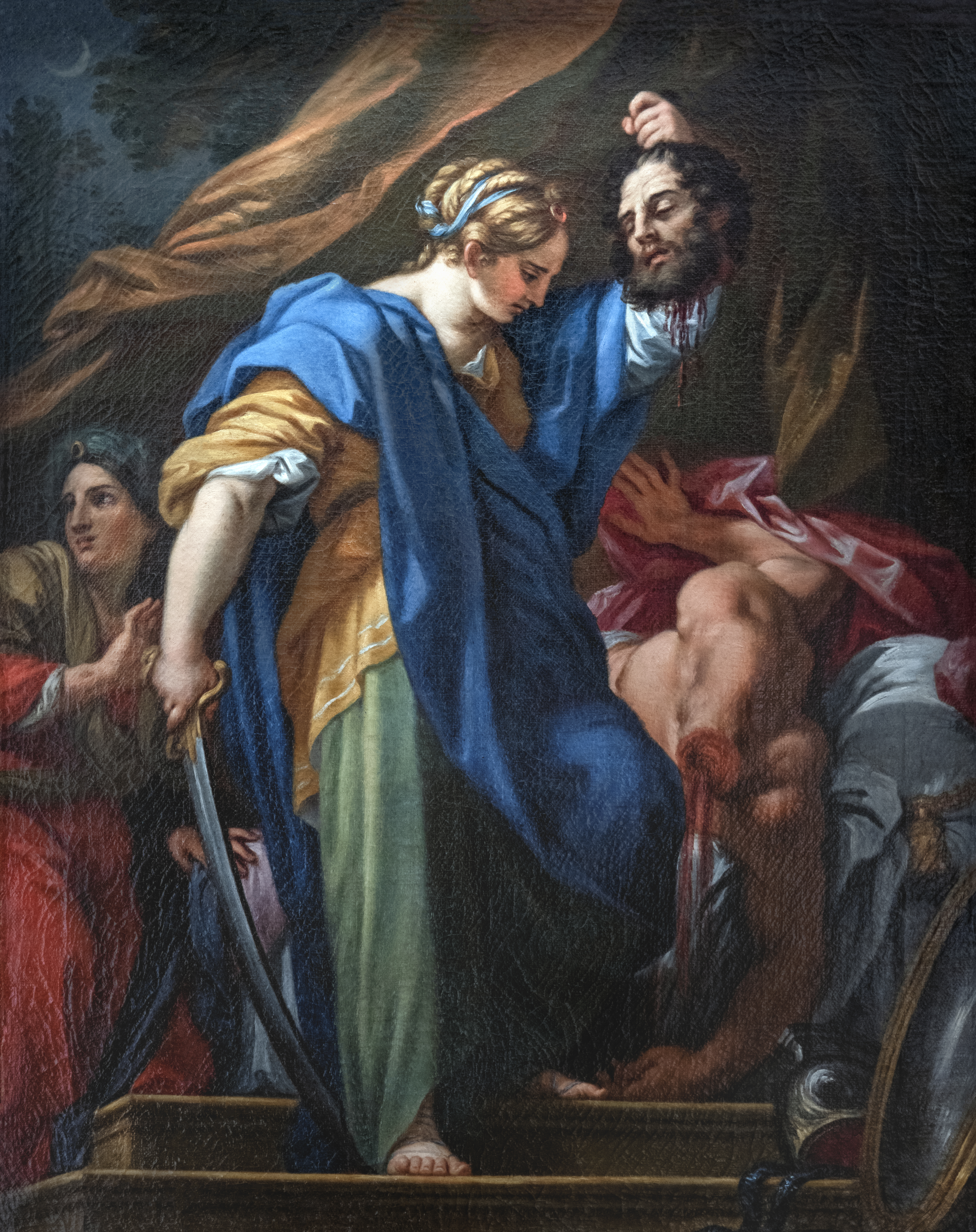
Carlo Maratta, XVIIe siècle.
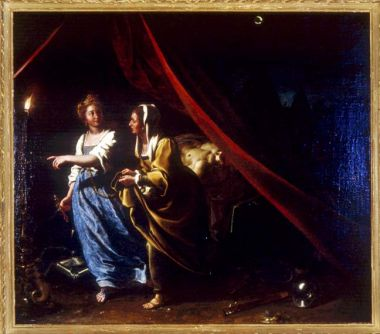
Antiveduto Grammatica, vers 1620-1625.
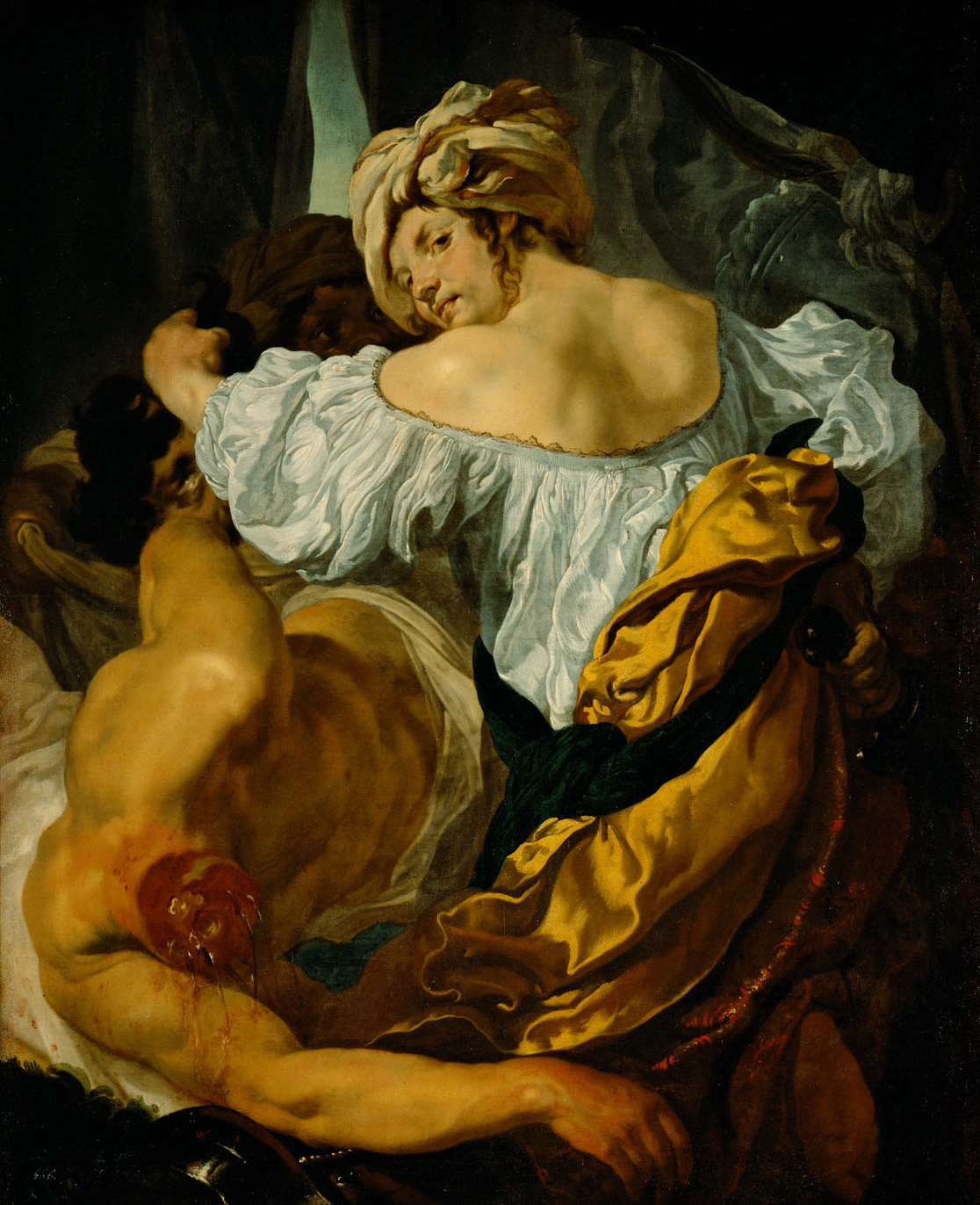
Johann Liss, 1628.

## Œuvres caravagesques

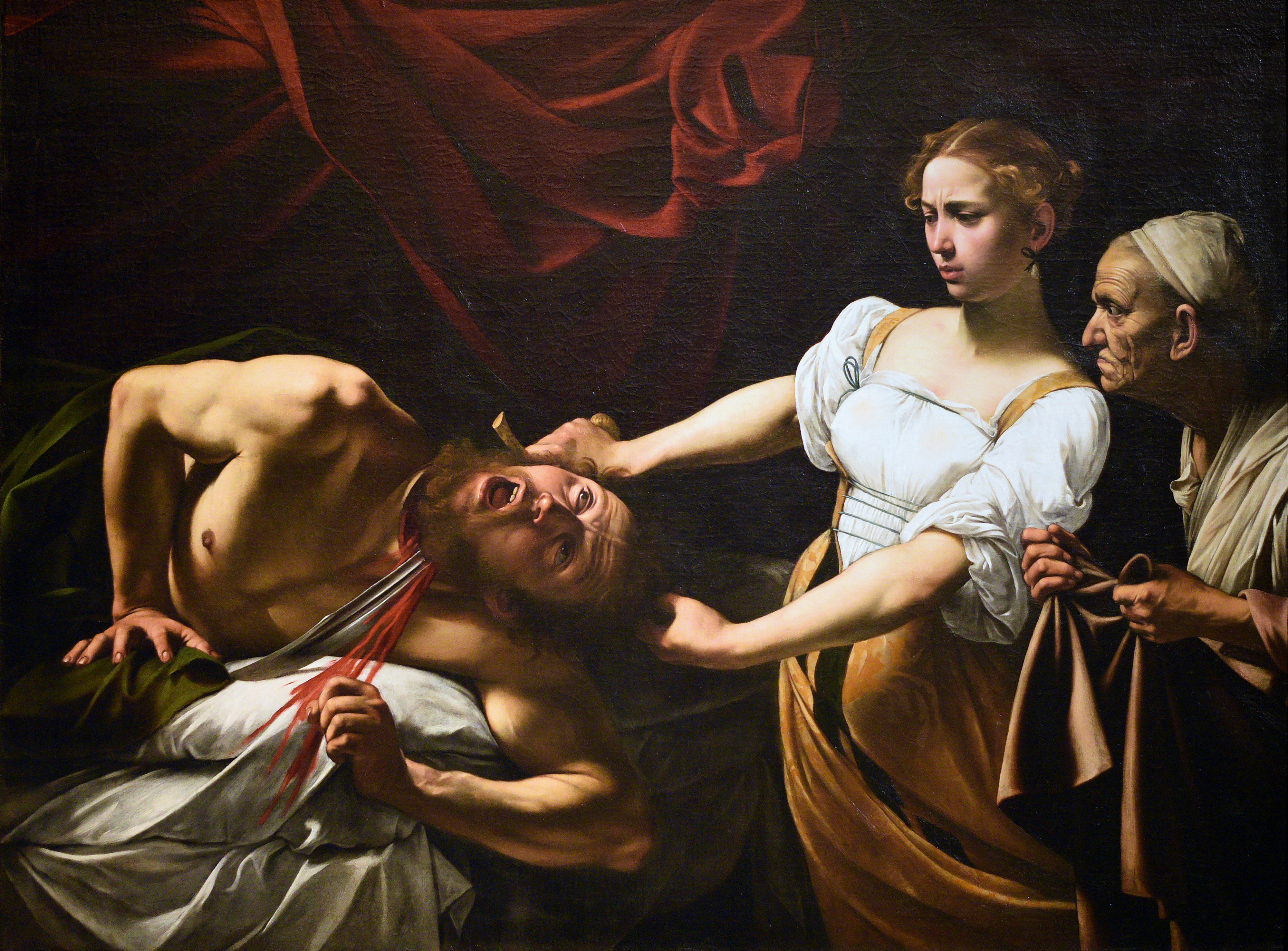
Version de Caravage, vers 1598-1599.
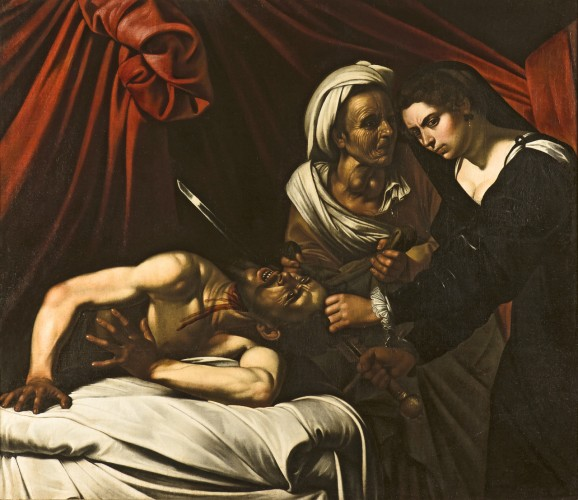
Version de Louis Finson, vers 1607.
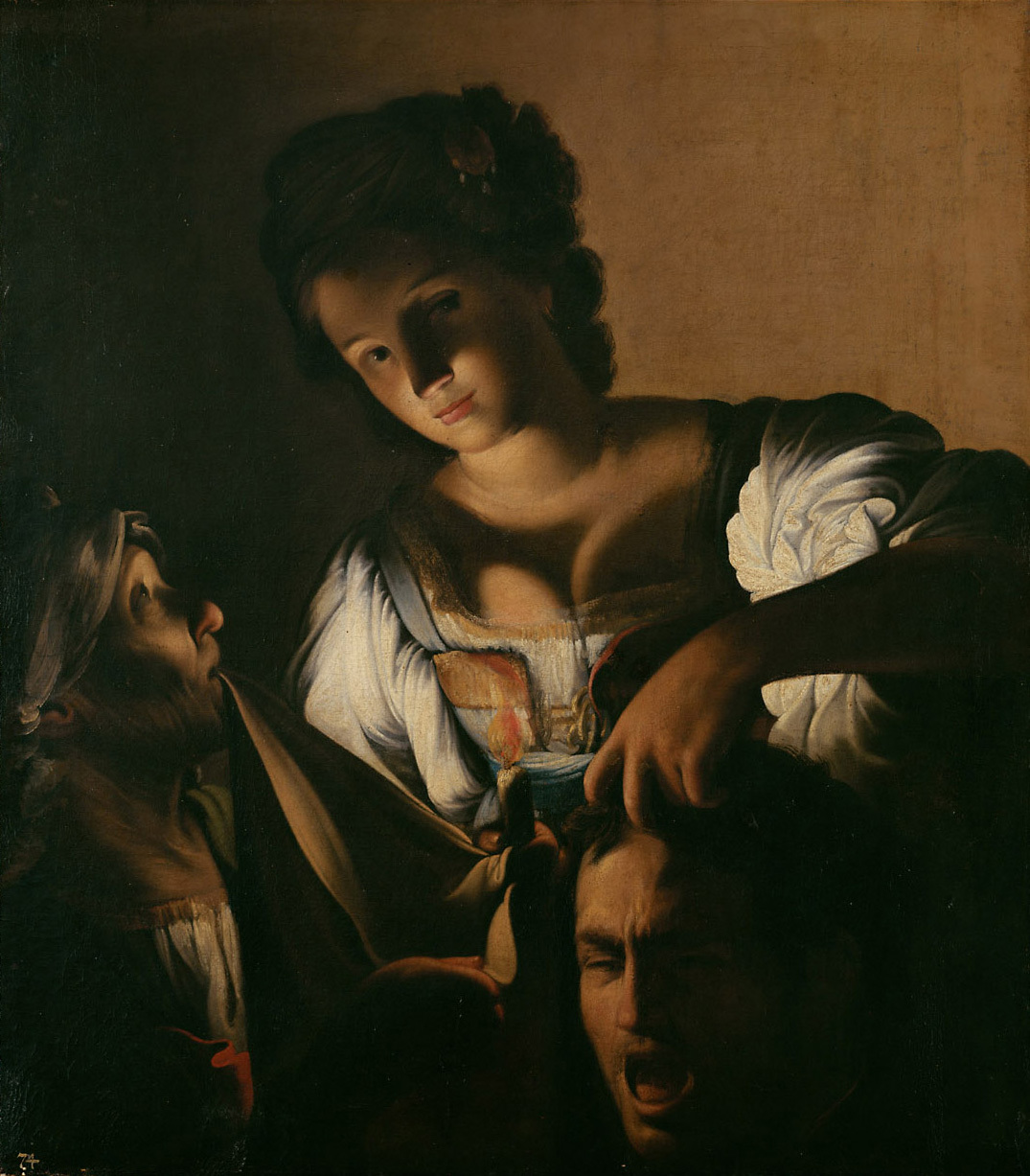
Version de Carlo Saraceni, vers 1610-1615.
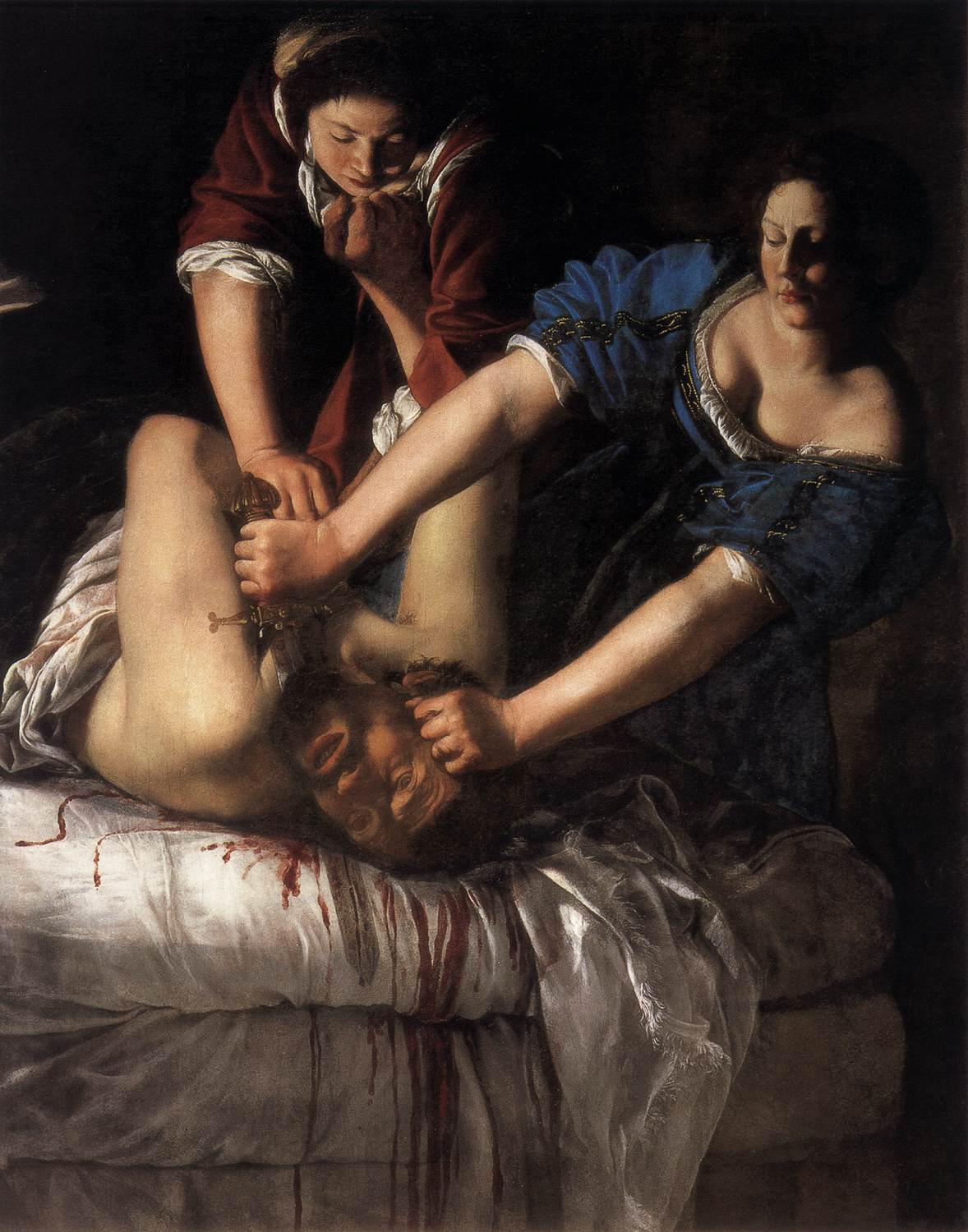
Première version d'Artemisia Gentileschi, vers 1612.
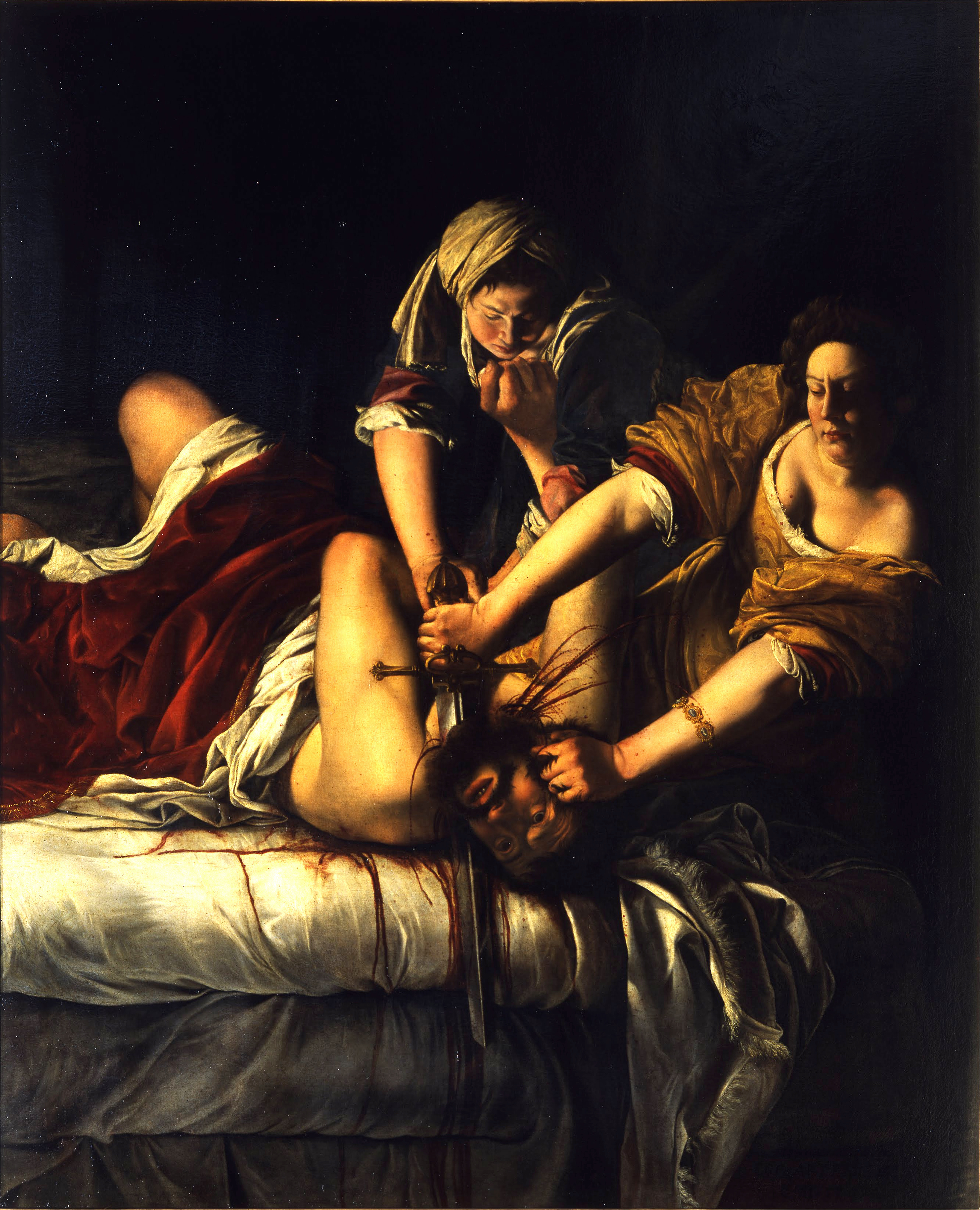
Deuxième version d'Artemisia Gentileschi, vers 1620.
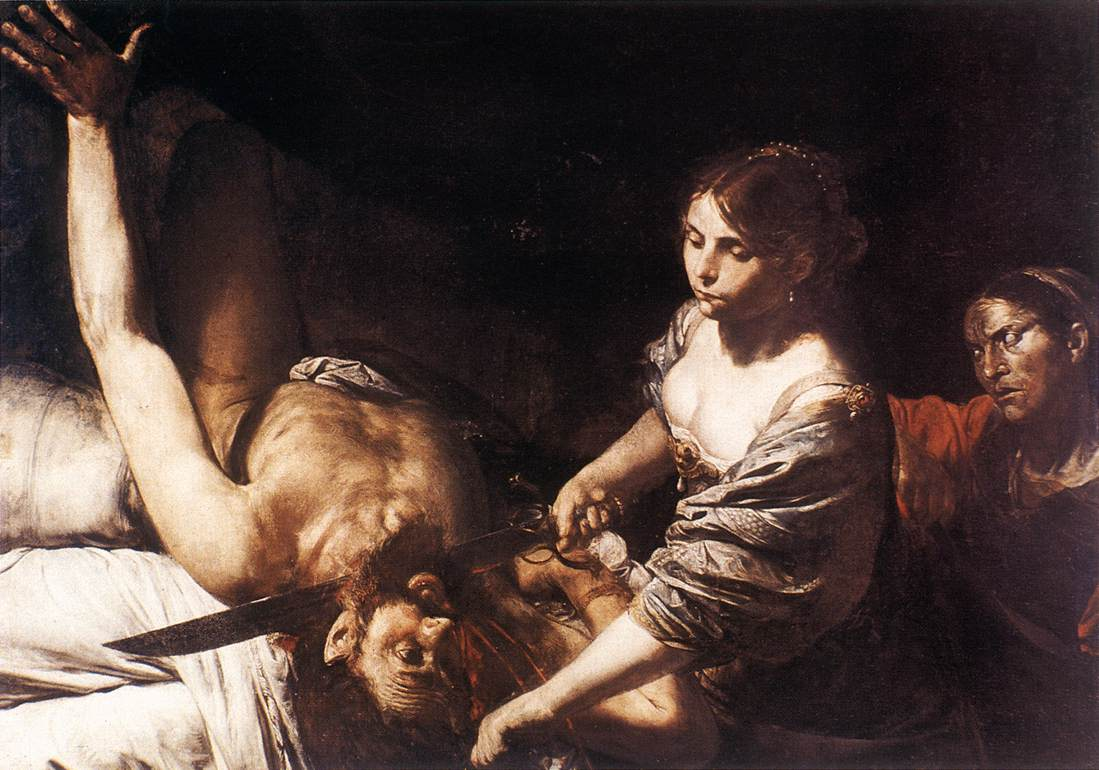
Version de Valentin de Boulogne, vers 1626.
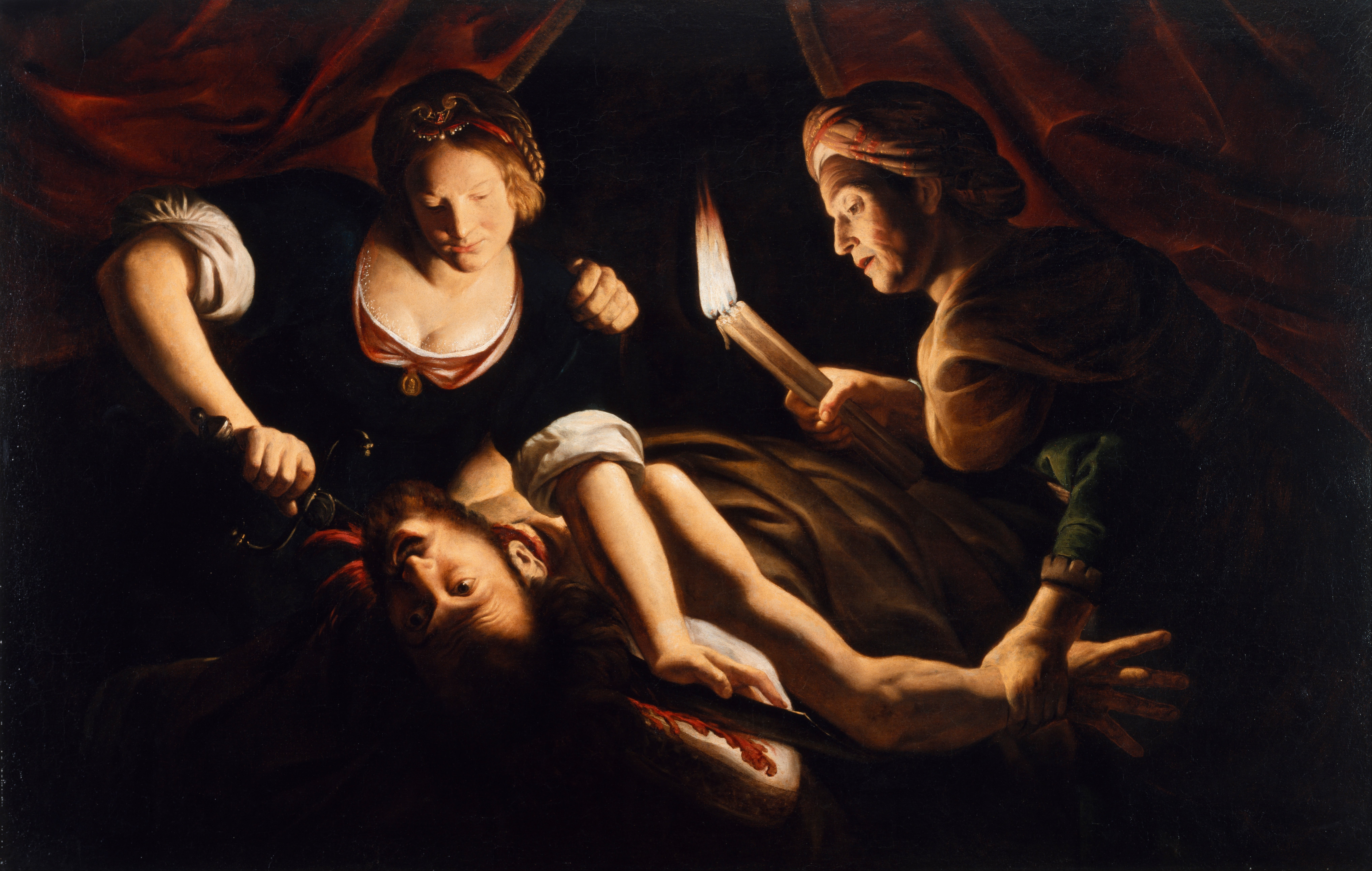
Version de Trophime Bigot, vers 1640.

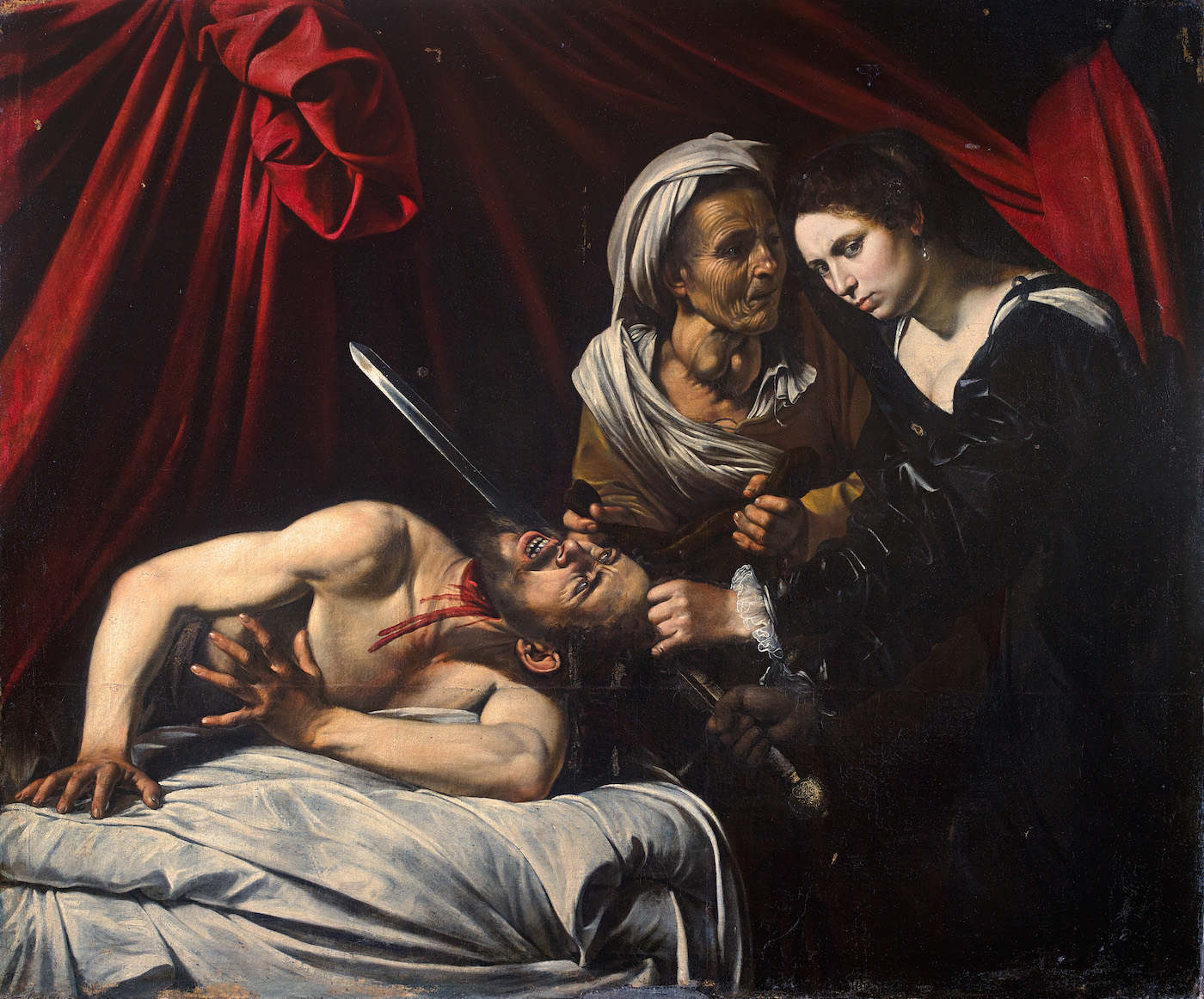
La Judith et Holopherne de Toulouse.

La datation et l'attribution de la « Judith de Toulouse », retrouvé dans les combles d'une habitation privée près de Toulouse, ne font pas consensus. Certains historiens d'art pensent que c’est une œuvre du Caravage dont la version à Naples serait une copie, d’autres y voient une œuvre de Finson,.

## Œuvres du Siècle d'or néerlandais

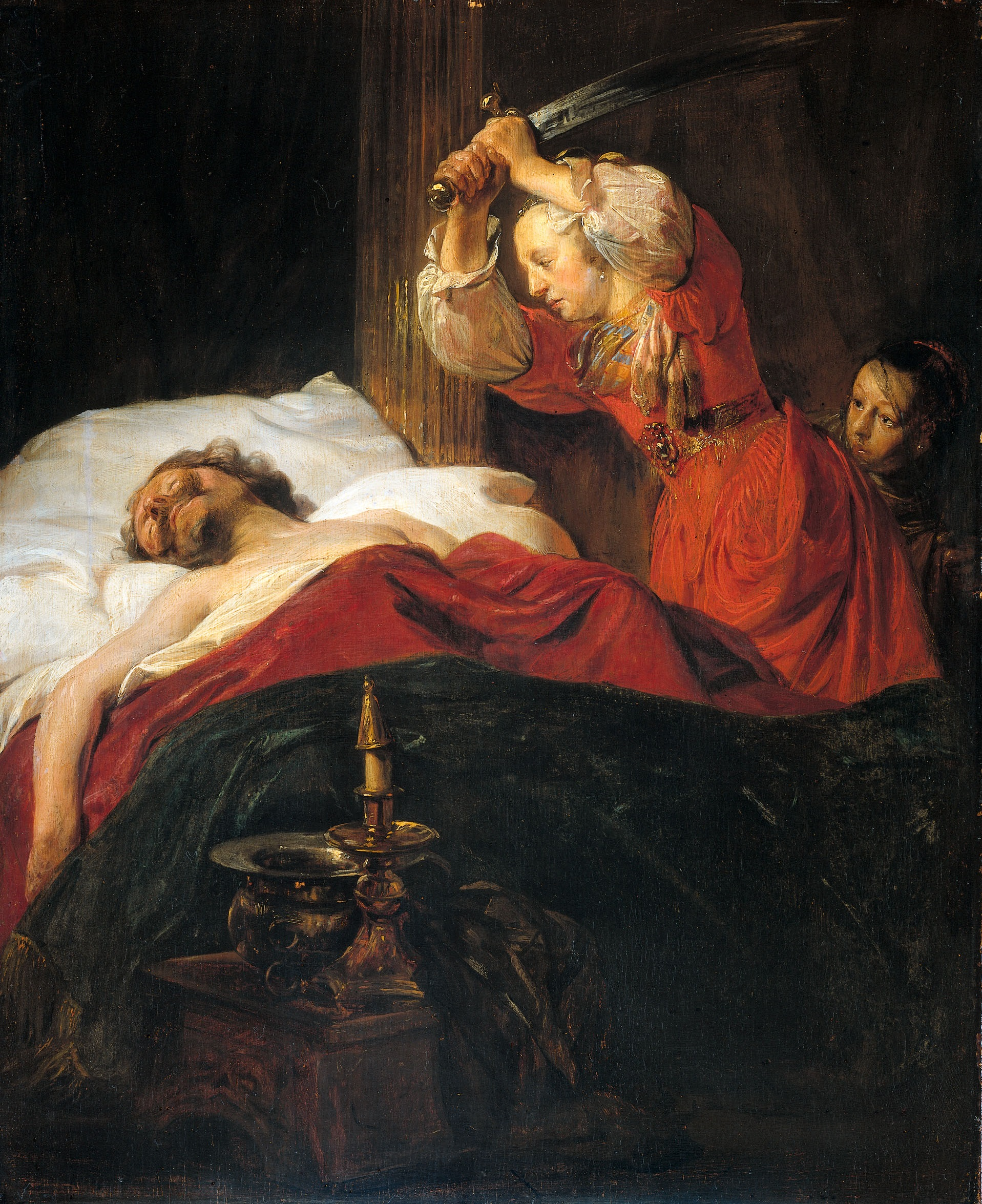
Version de Jan de Bray, 1659.

## Œuvres duXVIIIesiècle

Version de Giulia Lama, 1730.
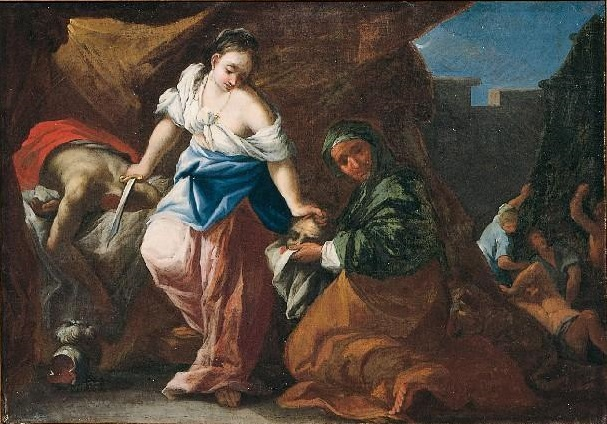
Version de Ranieri del Pace, avant 1737.

## Œuvres duXIXesiècle

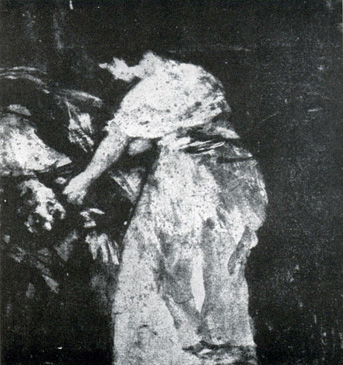
Aquarelle de Francisco de Goya, entre 1824 et 1825.
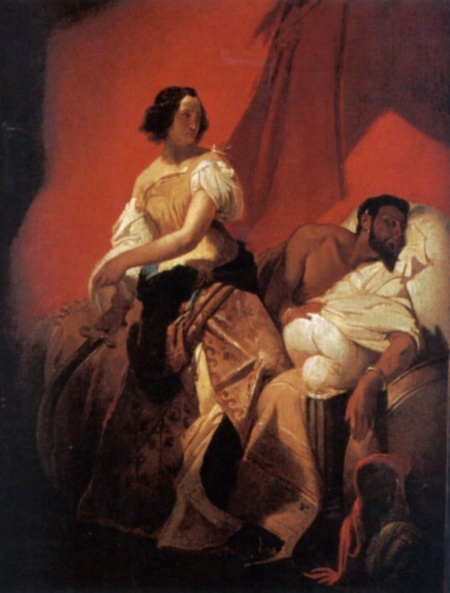
Version d'Horace Vernet, 1829.
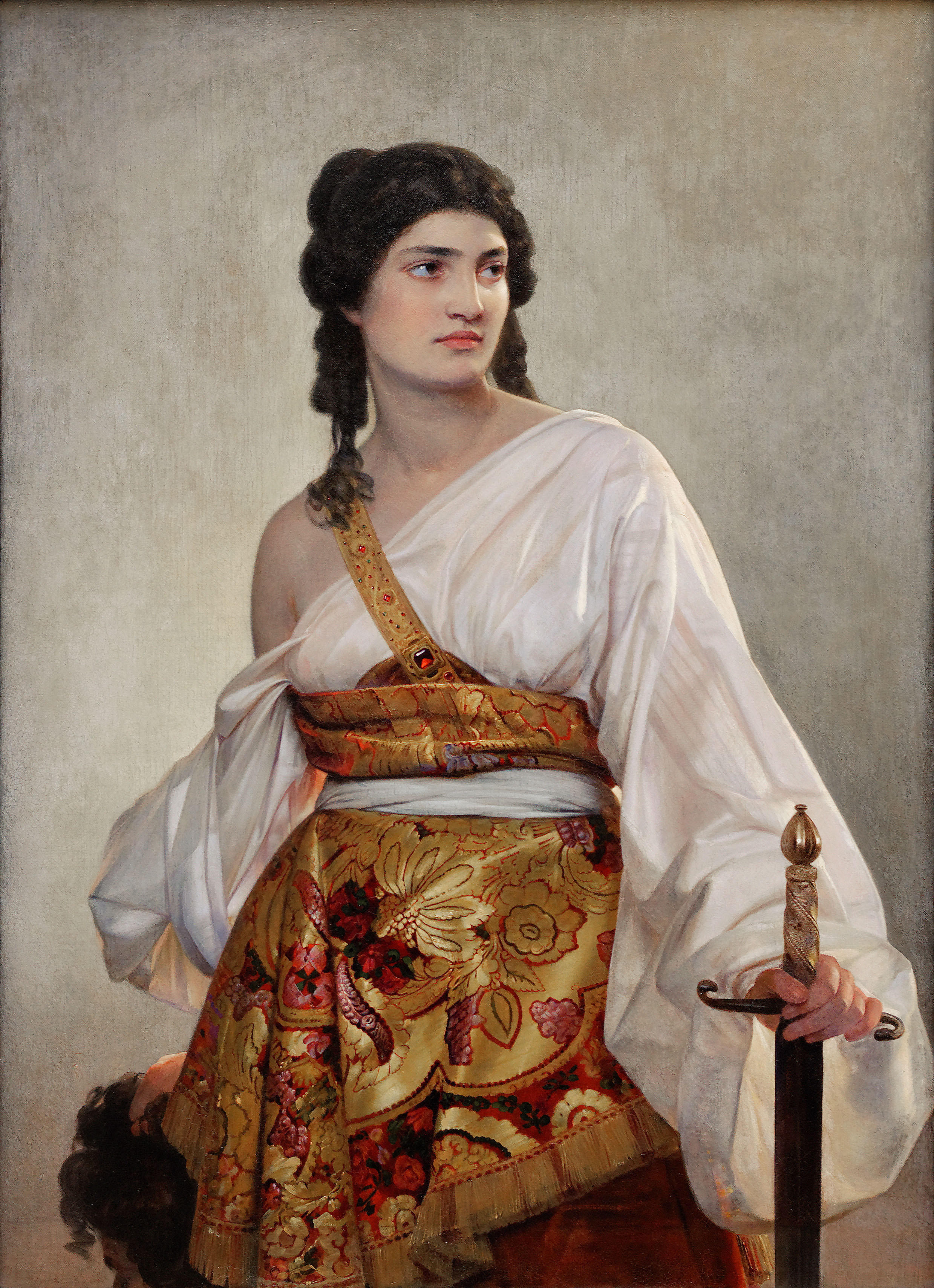
August Riedel 1840
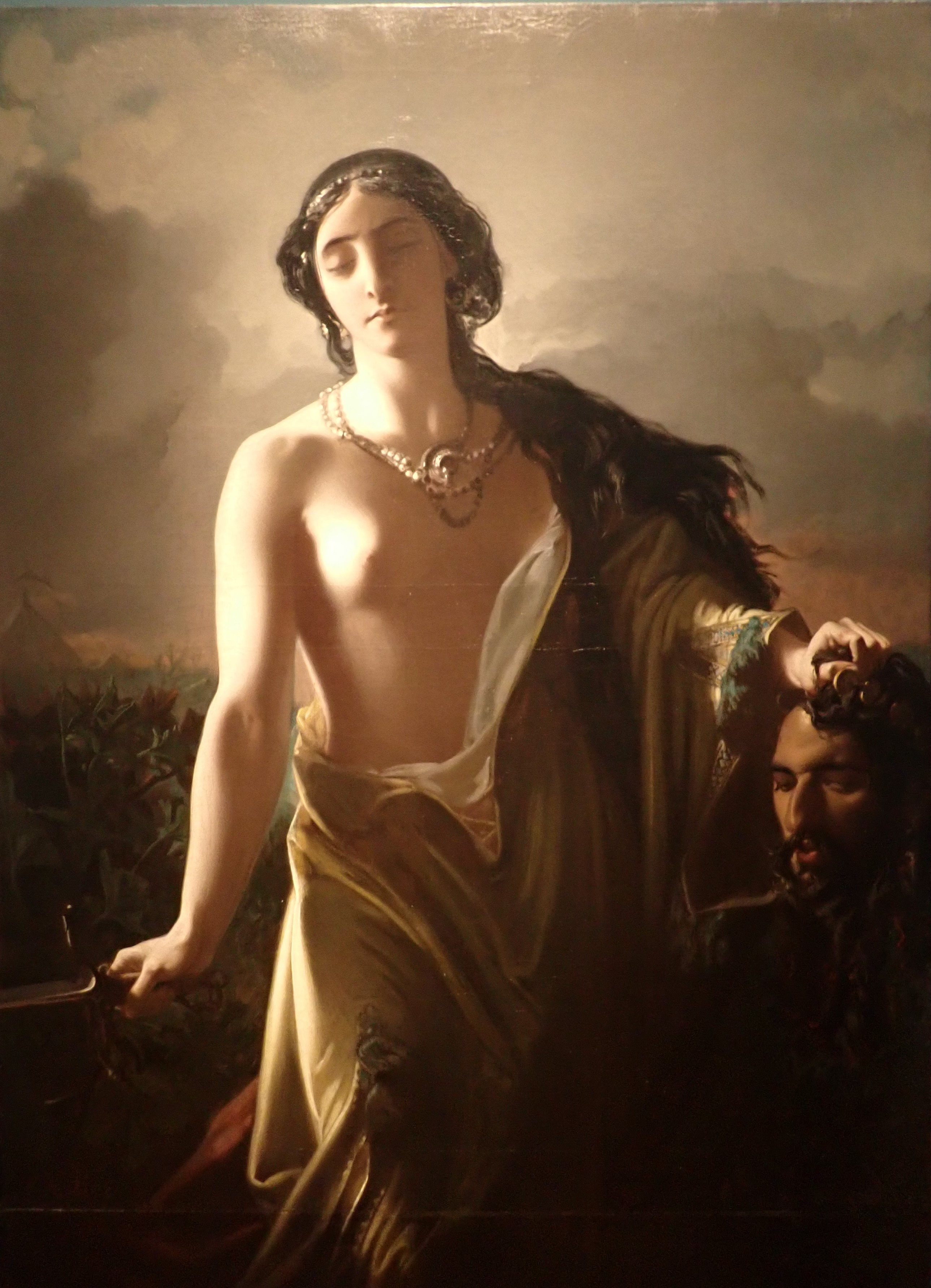
Victor Mottez 1852

## Œuvres duXXesiècle
Gustav Klimt peint deux fois Judith: d'abord en 1901, Judith und Holofernes, est peinte à l'huile, et rehaussée d'or plaqué. Huit ans plus tard, il reprend ce sujet.

Klimt
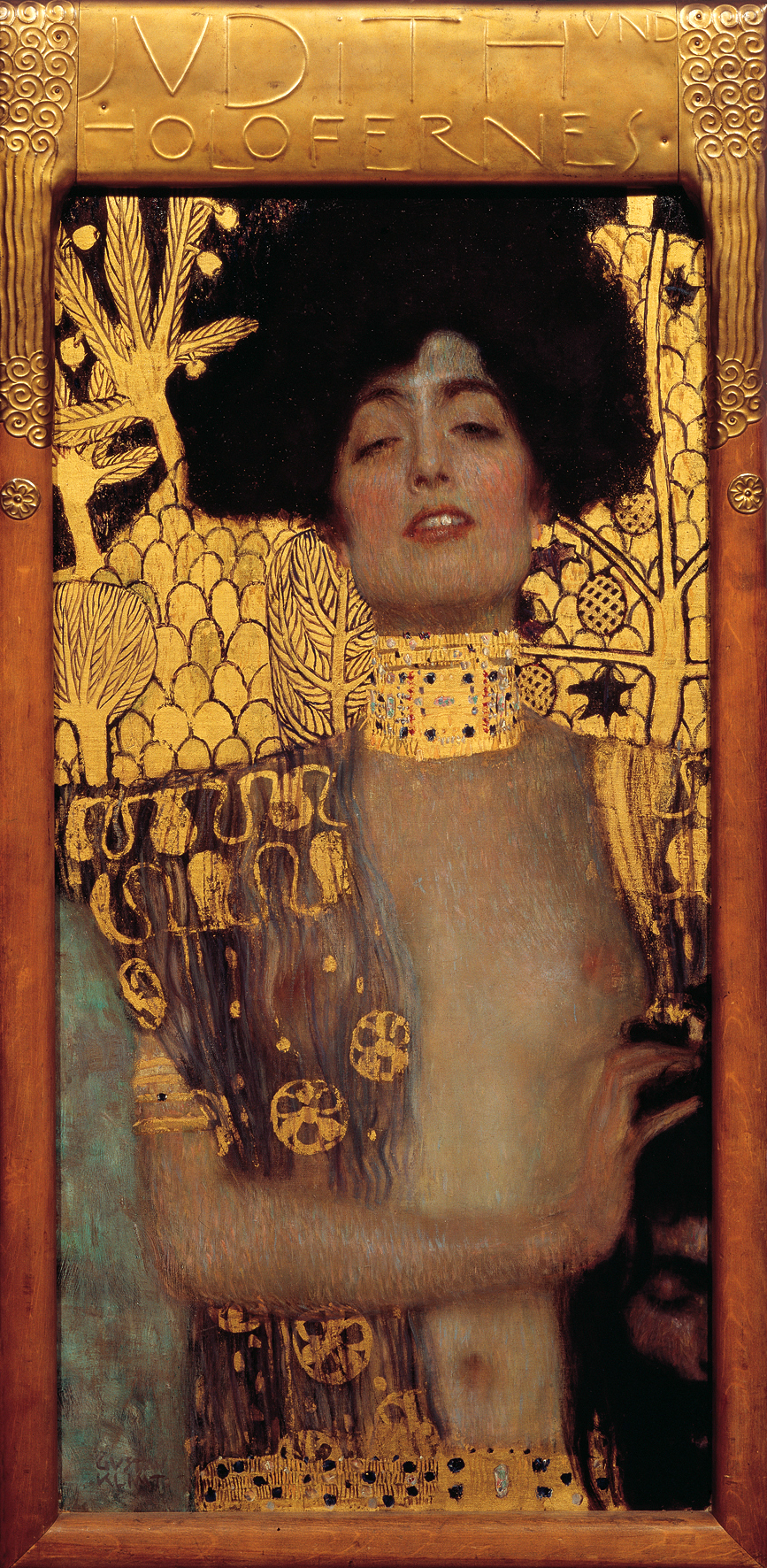
Gustav Klimt, 1901.(huile sur toile, rehaussée d'or plaqué).
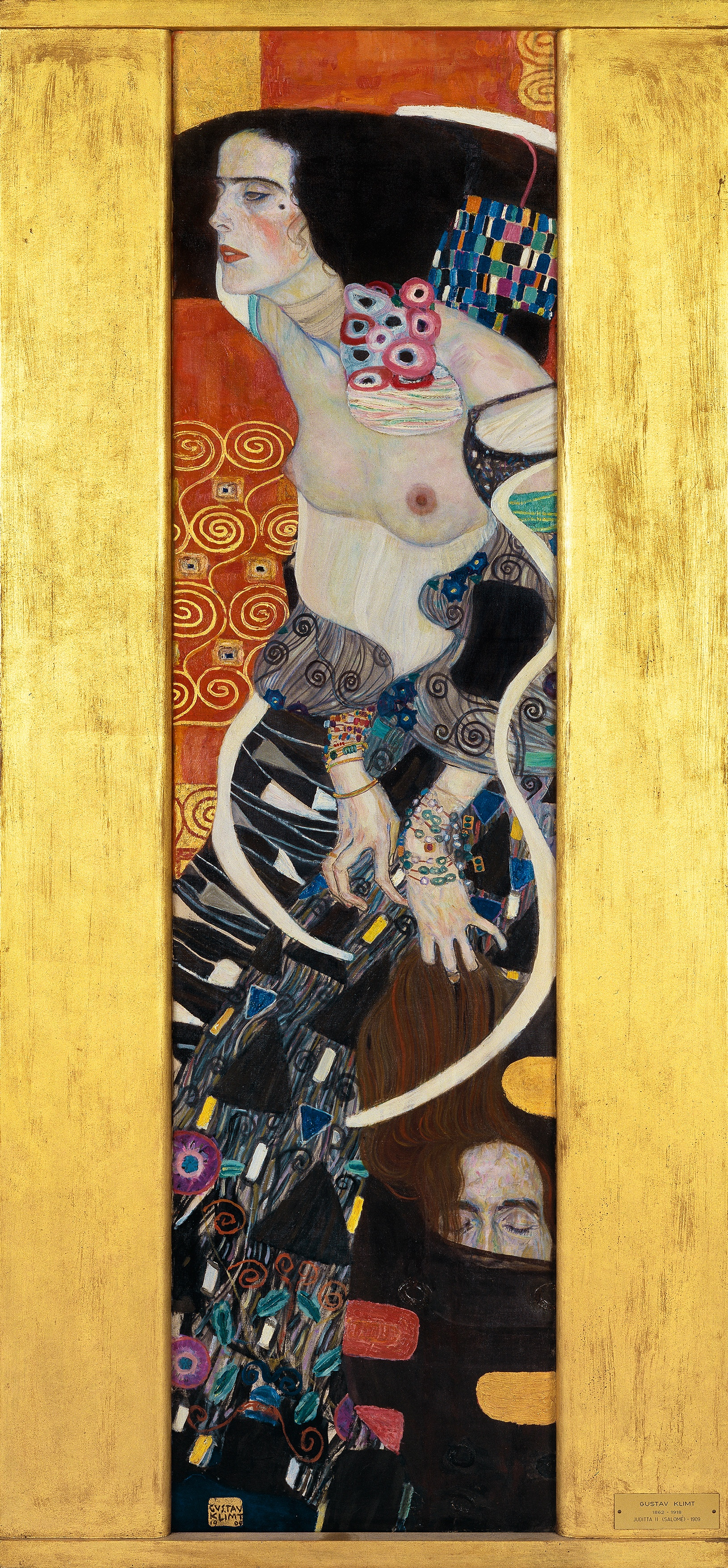
Gustav Klimt, 1909

En 1927, Franz von Stuck illustre ce thème.

Stuck
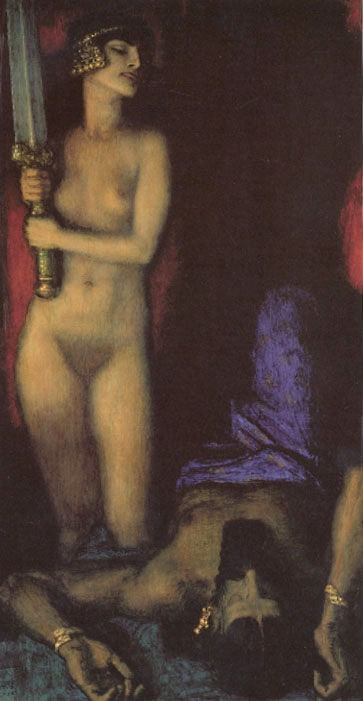
Franz von Stuck, 1927.

Lea Lublin produit en 1979 Le milieu du tableau, œuvre composée de quatre croquis et d'un texte, que Marie-Jo Bonnet voit comme une relecture de la Judith décapitant Holopherne d'Artemisia Gentileschi
.

Lublin
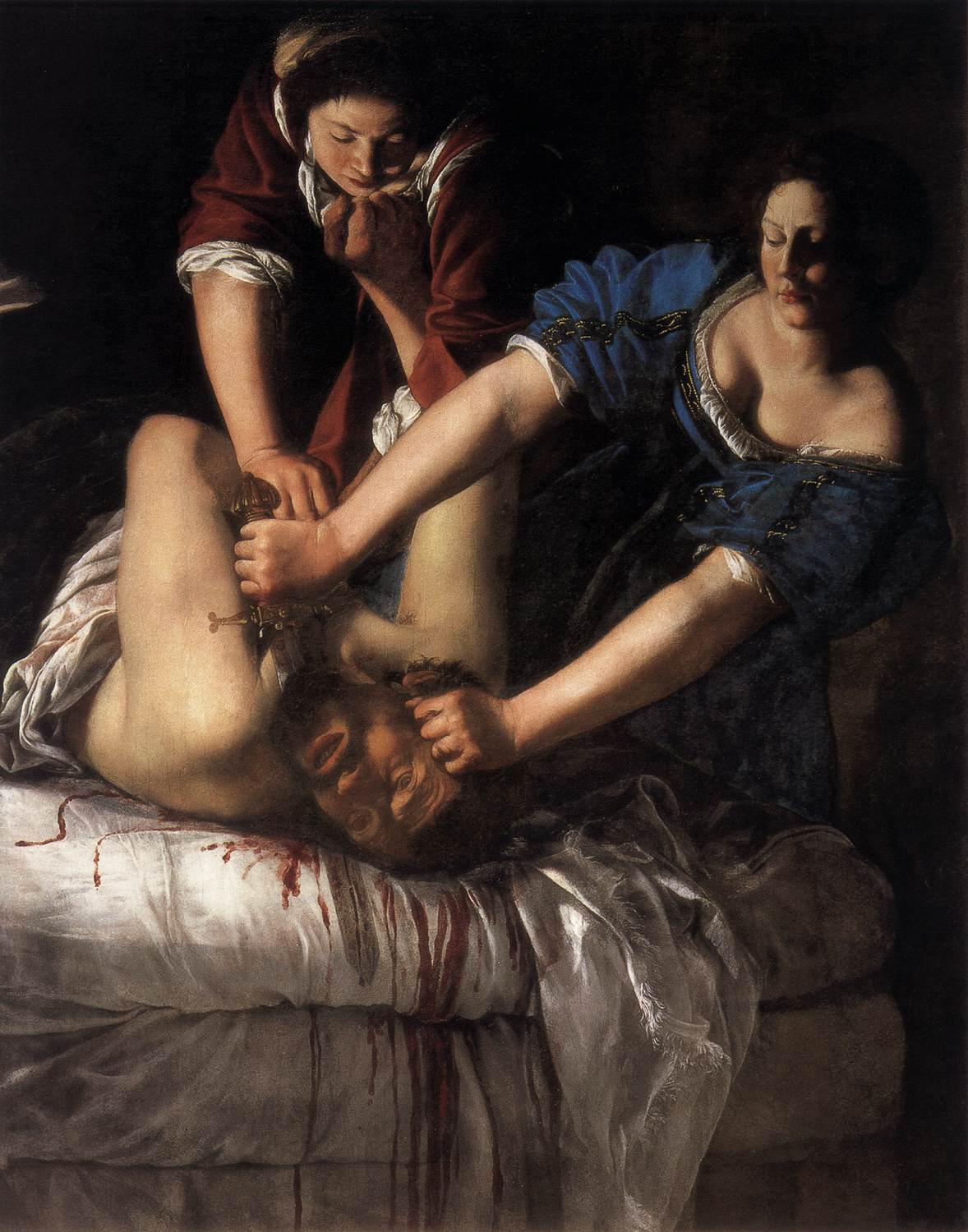
Artemisia Gentileschi, 1612-1613
Lea Lublin, 1979

## Œuvres duXXIesiècle
En 2008, le peintre canadien James Miller, à la suite des révélations sur le scandale d'Abou Ghraib, revisite la version du Caravage en plaçant George W. Bush dans la position d'Holopherne et en changeant l'apparence de Judith.

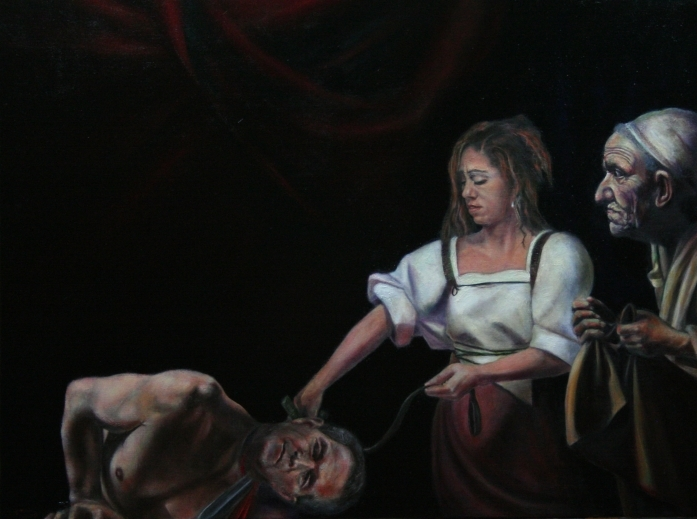
Peinture de James Miller, 2008.